# エディ・デューチン
エディ・デューチン（英語: Eddy Duchin, 1909年4月1日 - 1951年2月9日）は、1930年代から1940年代にかけて活躍したアメリカ合衆国のポピュラー音楽系ピアニスト、バンドリーダー。ステージで見せる魅力的なパーソナリティや、エレガントなピアノ演奏のスタイル、白血病の闘病で、広く知られた。

## 初期の経歴
エドウィン・フランク・デューチン (Edwin Frank Duchin) は、マサチューセッツ州ケンブリッジで、ベッサラビア出身のユダヤ人移民の家庭に生まれた。生年月日は、1909年4月1日（資料によって1910年4月10日ともされている）。職業的な音楽家になる前には、薬剤師として生計を立てていたが、ニューヨークにあったセントラル・パーク・カジノ (the Central Park Casino) の楽団、レオ・レイズマン楽団 (Leo Reisman's orchestra) に参加して新しい仕事の第一歩を踏み出し、このエレガントなナイトクラブで、ソロ奏者としても大いに人気を博し、遂には1932年にレイズマン楽団のリーダーになった。ラジオ放送にレギュラー出演したおかげで人気が広まって、レコードの売り上げも加速し、デューチンは、ピアニストとして人気ビッグバンドのリーダーを務めた、最初期の成功者のひとりとなった。

## 音楽スタイル
デューチンが演奏したのは、ジャズというよりも、後に「スイート (sweet)」と呼ばれた類の音楽で、デューチンの成功が新たな扉を開き、同様のスタイルでピアノを弾く「スイート」なバンドリーダーたちが、ヘンリー・キング (Henry King)、ジョー・ライクマン (Joe Reichman)、ナット・ブランドウィン (Nat Brandwynne)、ディック・ガスパーレ (Dick Gasparre)、リトル・ジャック・リトル (Little Jack Little)、そして、（デューチンの影響を自ら公言する）カーメン・キャバレロなどが、ラジオの放送時間やレコード売り上げをめぐってビッグバンドと競争するようになった。
デューチンは正式な音楽教育を受けておらず、しばしば楽団員たちを困惑させたとも伝えられているが、クラシック音楽に根ざしたスタイルを発展させ、リベラーチェのきらびやかに飾られた、けばけばしい表現の先駆となった見る向きもある。それでも、デューチンの音楽は過小評価されている。デューチンは、いかなる意味でも完璧なピアニストではなかったが、その音楽は気軽に聴けて、それでいながら機械的だったり、ありがちな月並みに陥ることはなかった。デューチンのステージでの演奏は、客を喜ばせる演出が盛り込まれており、両手を交差させ低い音は一本指で弾いてみせるのがお得意のテクニックだったが、聴衆に対してもクラシック音楽の伝統に対しても、敬意をもった姿勢を貫いた。
デューチンは、デュレル・アレキサンダー (Durelle Alexander) やルー・シャーウッド (Lew Sherwood) といった、美しい、ソフトな歌声をもった歌手をよく起用し、自作のスイートでロマンティックな歌を歌わせ、自作曲の魅力を高めて一層興味深い仕上がりにした。

## 悪評
デューチンが1938年にリリースした、ルイ・アームストロングの歌「Ol' Man Mose」をパトリシア・ノーマン (Patricia Norman) が歌ったレコード(Brunswick 8155) は、歌詞にある「bucket」（バケツ）が「fuck it」と聞こえるとして、当時ちょっとしたスキャンダルになった。汚い言葉など発せられていないと結論づける聴き手もいたが、ノーマンが確かに「fuck」と歌っている（その証拠にノーマンが「Awww, fuck it... fuck-fuck-fuck it!」と甲高い声で歌うところで、直後に楽団員たちが楽しそうに笑う声が聞こえる）と確信するものもいた。
この「スキャンダラスな」歌詞のおかげで、レコードは『ビルボード』誌のチャートで2位まで上昇し、2万枚売れればヒット作と考えられていた当時に、17万枚を売り上げた。この曲は、イギリスではリリース後に発売禁止となった。この悪名高い曲は、現在は『Beat the Band to the Bar』というノベルティCDに収録されており、聴くことができる。

## 晩年と死
第二次世界大戦中、デューチンはアメリカ海軍に入隊し、駆逐艦の小艦隊 (Squadron) で戦闘士官として太平洋で軍務に就いていた。最終的には少佐 (Lieutenant commander) (O4) まで昇進した。除隊後は、1949年に新しいラジオ番組をもったものの、かつての人気を取り戻すことはできなかった。
1951年2月9日、エディ・デューチンはニューヨーク市で、急性骨髄性白血病のために41歳で亡くなった。遺体は火葬され、遺灰は大西洋に撒かれた。

## その後
1950年代半ば、コロンビア ピクチャーズは、バンドリーダーたちの人生に基づいて作り上げた劇映画を、音楽的な伝記映画として次々作成し、当たりを取っていた。『愛情物語 (The Eddy Duchin Story )』（1956年）は、フィクション化されたお涙頂戴式の映画で、主役のデューチンはタイロン・パワーが演じた。この映画は好評を博し、広く知られていたので、コロムビアの『三ばか大将』シリーズのある短編映画の中では、主人公3人の乗り込んだ宇宙船が衝突しかけたとき、ジョー・ベッサー (Joe Besser) が「死にたくない! 死ねない! まだ『エディ・デューチン物語』（『愛情物語』）を見てないんだから!」と叫んでいた。 
デューチンの優れた作品を集めた選集は、2002年にCD『Dancing with Duchin』としてリリースされた。
デューチンには、最初の妻マージョリー・オルリックス (Marjorie Oelrichs) との間に、ひとり息子ピーター・デューチン（Peter Duchin、1937年 - ）がいた。ピーターは父から音楽の手ほどきを受けた後、イェール大学で正式に音楽を学んだ。ピーターも長じて楽団を率いるピアニストとなったが、それだけでなく、ミステリー小説をシリーズで書いたり、（上流階級出身だった母親を受け継いで）上流階級の社交の場に現れ、ホワイトハウスやテレビでもエンターテナーとして活躍した（リンドン・ジョンソン合衆国大統領の就任式では、音楽監督を務めている）。1996年に発表された回顧録『Ghost of a Chance』では、『愛情物語』が事実とまったく異なっていることについて詳しく述べている。ピーター・デューチンは、女優で作家のブルック・ヘイワード（興行主リーランド・ヘイワードと女優マーガレット・サラヴァンの娘）と1985年に結婚し、20年以上連れ添っていたが、2008年に離婚した。現在、ピーターはひとりで生活している。

## その他
アイダホ州サンバレー (Sun Valley) のホテル the Sun Valley Lodge 内にある The Duchin Lounge は、（このスキー・リゾートの開発者で後にトルーマン政権の商務長官やニューヨーク州知事を務めた）W・アヴェレル・ハリマンが、マージョリー・デューチンにちなんで名付けたものである。